# 2025년 비가디치 지진
2025년 비가디치 지진은 2025년 8월 10일 19시 53분 TRT에 튀르키예 발리케시르주의 슨드르그 지구에서 발생한 규모 6.1의 지진이다. 이 지진으로 1명이 사망하고 52명이 경상을 입었다.

## 지질학적 환경
아나톨리아 서부는 에게해판을 거쳐 서쪽으로 코린토스만까지 이어지는 활성 확장 구조대의 일부를 형성한다. 이러한 확장은 아프리카판이 에게해판 아래로 섭입하면서 발생하는 롤백의 결과이다. 이 지역에서 이전에 발생했던 지진으로는 1969~1970년 기간 동안 세 차례의 파괴적인 지진이 있었는데, 1969년 데미르지 지진, 1969년 알라셰히르 지진 및 1970년 게디즈 지진 등이 있다.

## 지진
미국 지질조사국(USGS)은 규모 M6.1을 기록했다고 발표했다. 진앙은 발리케시르주의 비가디치에서 남남서쪽으로 10 km 떨어진 곳이다. 칸딜리 천문대는 지진이 알라크르와 슨드르그 지구 인근에 집중되어 있으며, 깊이는 7.7 km라고 밝혔다.
이 지진은 최대 수정 메르칼리 진도 IX를 기록했으며, 이스탄불, 이즈미르, 아이든, 에스키셰히르, 테키르다 등 멀리 떨어진 곳에서도 진동이 느껴졌다. 8월 11일 현지 시간 12시까지 420회의 여진이 기록되었으며, 이 중 13회는 규모 4.0을 넘었으며, UTC 17시 15분에는 규모 4.2의 최대여진이 일어났다.
본 지진에 앞서 전진이 잇따라 발생했으며, 지난 3일 동안 3회 이상의 규모 3.0 이상 지진이 있었다.

## 피해
총 75채의 건물이 손상되거나 파괴되었으며, 이 중 미나레트 2개도 포함된다. 한 채는 완전히 붕괴되었고, 13채는 심하게 손상되었으며, 61채는 경미하게 손상되었다. 붕괴된 건물에서 구조된 82세 남성이 사망했으며, 52명이 부상이나 공황으로 병원에 입원했다. 마니사에서도 8채의 주택이 피해를 입었다. 붕괴되거나 손상된 건물 대부분은 사람이 살지 않는 버려진 건물이었다. 에스키셰히르주 오둔파자르 근처의 농촌 지역에서도 돌리네가 나타났다.
약 1,100명의 수색 구조대원과 50개의 피해 평가팀이 피해 지역에 파견되었다. 슨드르그에서 사망자가 발생한 건물의 소유주와 시공업자는 "과실치사상" 혐의로 구금되었다.

## 같이 보기
- 2025년 지진
- 튀르키예의 지진 목록
- 1919년 아이발르크 지진
- 1953년 예니제-괴넨 지진
- 2025년 이스탄불 지진